# Gerd Neisser
Gerd Neisser (* 6. Juni 1932 in Brünn) ist ein deutscher Maler.

## Leben
Gerd Neisser studierte von 1953 bis 1959 an der Staatlichen Akademie der Bildenden Künste Stuttgart bei Hannes Neuner, Karl Hils und Rudolf Yelin. Er schloss sein Studium mit der Kunsterzieherprüfung ab. Seit 1960 lehrte er an der Freien Kunstschule Stuttgart. Schüler von Gerd Neisser waren unter anderem Axel Arndt, Almut Glinin, Walter Haas, Waltraud Munz, Josef Nadj, Markus Matthias Rapp und Jan Peter Tripp. Von 1960 bis 1997 war Neisser Schulleiter der Freien Kunstschule Stuttgart. Vertretungsweise übernahm er von 1971 bis 1972 die Leitung einer Klasse für Allgemeine künstlerische Ausbildung an der Stuttgarter Akademie.
Neisser schuf bis in die 1960er Jahre vor allem Bleistiftzeichnungen in Schwarz-Weiß, die zunehmend abstrakter wurden. Ende der 1960er Jahre begann er mit Buntstiftzeichnungen. Auf die Frage, warum in seinen Bildern keine Personen zu sehen sind, antwortete er „Personen sind absolut unnötig, sie wären sogar abträglich.“
Arbeiten von Gerd Neisser wurden unter anderem in New York, Kairo und Straßburg ausgestellt.
Neisser lebt und arbeitet in Eckartshausen. Er ist verheiratet mit der Keramikerin Doris Neisser-Steinkraus.

## Ausstellungen
- 1987: Malerei und Zeichnungen aus drei Jahrzehnten 1956–1986, Hans Thoma-Gesellschaft Reutlingen[5]
- 2001: Ein Ort – Vier Augen – Zwei Ansichten, Rathausgalerie Beutelsbach, mit Doris Neisser-Steinkraus[6]
- 2005: Palais des Congrès, Parthenay[7]
- 2007: Künstlergilde Buslat, Neulingen, mit Keramikobjekten von Doris Neisser-Steinkraus
- 2008: Museum im Spital, Crailsheim, mit Heinrich Lumpp, Friedrich-Karl Fürst zu Hohenlohe-Waldenburg, Wolfgang Kienle[8]
- 2010: Alle meine Bäume, Arbeiten in Farbstifttechnik, Pfarrscheuer Ilshofen[3]

## Kataloge
- „Junge Künstler“ : Karl Peter Blau, Heidi Foerster, Gottfried Gruner, Wolfgang Kermer, Gerd Neisser, Irmela Röck. Ausstellungskatalog Württ. Kunstverein Stuttgart, Schellingstraße 6, 3. bis 26. Juni 1960
- Manfred Henninger, Gerd Neisser, Karin Siegel. Galerie im Atelier, Remshalden-Geradstetten 1980.
- Gerd Neisser: Malerei und Zeichnungen aus drei Jahrzehnten 1956–1986. Zur Ausstellung vom 5. April – 3. Mai 1987. Hans-Thoma-Gesellschaft, Reutlingen 1987.